# Radost!
Radost! je zagrebački glazbeni sastav koji djeluje od 2006.  godine. Nastupaju u Hrvatskoj i regiji. Surađivali su s glazbenim i umjetničkim grupama i pojedincima: Vladimir Protić, Ivan Tobić, Mario Kovač, U pol' 9 kod Sabe, Ilegalni poslastičari, Branimir Norac, Vesna Mačković, Višeslav Laboš, Aleksandar Belčević.
Do albuma Radost! jede svoju djecu grupa se bavi dekonstrukcijom pop/rock pjesme pod utjecajem grupa poput The Mothers of Invention i Buldožer. U kasnijoj fazi istražuju improvizaciju na tragu kraut rocka. Grupa je svirala po Hrvatskoj i većini zemalja regija, a osim klasičnih koncerata često nastupaju u sklopu umjetničkih događaja - Kliker, festival pop književnosti, Ekstravagantna tijela, Belef, Mostar Intercultural Festival, Zalet, Pesničenje, Kikinda Short, Cest is d'Best, Hartera i drugih.

## Članovi
Dimitrij Petrović - bubanj
Branko Bogunović - vokal, gitara
Dino Kraljeta - bas
Goran Bogunović - gitara

## Bivši članovi
Mario Orač, bas
Srđan Stojanović, violina
Alina Jurjević, vokal

## Diskografija

### Albumi
Radost! oslobađa, 2007.
Radost si i u radost ćeš se pretvoriti, 2009.
Radost! jede svoju djecu, 2013. 
U zoni, 2017.

### EP
Radost u klubu, živi album, 2014.

### Singl
Radosnu sirotinju, 2011.

### Suradnje
Zlatna medalja, EP s Vesnom Mačković (glazba iz istoimene predstave)
Novi svijet, EP s Bellboyem
Čekaonica za pakao, album s Marijom Kovačem

### Kompilacije
Šta treba maloj deci, 2007.
Bistro na rubu šume Vol. I, 2013.

## Vanjske poveznice
- Službena mrežna stranica
- Suradnja s Vesnom Mačković
- Suradnja s festivalom ulične umjetnosti Cest is the Best
- Pesničenje